# ヶ
O pequeno ke (ヶ) é um caractere japonês comum.
É uma abreviação do kanji 箇, que é usado como uma palavra de contagem. Embora se pareça como o caractere ke (ケ) do katakana, ele é pronunciado como ka, ga ou ko, não ke.
O pequeno ke é encontrado em algumas palavras de contagens e nomes de lugares. Quando usada como palavra de contagem, como 1ヶ月 (ikkagetsu, um mês [duração]) ela é pronunciada como ka.
Quando usado em nome de lugar, como 青木ヶ原 (Aokigahara), ele é pronunciado como ga. A combinação "～ヶ原" (gahara) significa "campo de～" e aparece ocasionalmente em nomes de lugares japoneses. Isto é uma regra de polegar com numerosas exceções. Por exemplo, em 三ヶ日 (Mikkabi, nome de lugar) é pronunciado ka.
Um caractere raro a ヶ é 个. Este é ainda usado em chinês, por exemplo em 1个月 (yí gè yuè, um mês [duração]). A versão maior de (ケ) também aparece e é o mesmo em todas as formas, mas é mais usado restritamente para nomes de estabelecimentos.